# Émile Van Hencxthoven
Émile Van Hencxthoven, né le 7 octobre 1852 à Mol (Belgique) et décédé le 6 avril 1906 à Wombali (Congo belge), est un prêtre jésuite belge, missionnaire au Congo, pionnier et premier supérieur de la Mission du Kwango. 

## Biographie

### Jeunesse et formation
Né à Mol, dans la province d'Anvers, le 7 octobre 1852, Émile Van Hencxthoven entre dans la Compagnie de Jésus le 27 septembre 1873 et fait son noviciat à Tronchiennes. À la fin de sa formation spirituelle et académique il est ordonné prêtre, le 4 septembre 1887, à Louvain.
Son premier poste est au collège de Namur, comme procureur et professeur. Mais, dès 1890 il est recteur du collège Saint-Stanislas de Mons. Il se fait remarquer pour sa collaboration enthousiaste à l’apostolat social dans la région du Borinage.
En 1890 le pape Léon XIII confie aux Jésuites belges la ‘mission du Kwango’ un vaste territoire du Congo récemment acquis par Léopold II  Van Hencxthoven en est nommé le premier supérieur (fin 1892). En mars 1893 cinq Jésuites belges l’accompagnent.

### Arrivée au Congo
Débarquant au port de Matadi, à l’embouchure du fleuve Congo, les missionnaires sont parmi les premiers à emprunter la ligne ferroviaire chemin de fer Matadi-Léopoldville (Kinshasa) sur sa première section de 30 kilomètres récemment achevée. Ils arrivent à Léopoldville le 26 mai 1893. 
Le gouverneur du district de Stanley Pool (Léopoldville) avait prévu la construction d’une école coloniale dans la vallée de Ndjili, pour la confier aux jésuites. Ndjili est rapidement abandonné en faveur du plateau de Kimwenza, plus salubre. Van Hencxthoven comprend immédiatement la nécessité, pour assurer les approvisionnements de s’engager dans l’agriculture : il installe une ferme, commence à élever du bétail et développe un jardin potager avec verger. Ce projet est confié à son confrère, le père Édouard Liagre.  Développant son plan d’action il fonde un poste de mission à Kisantu (sur proposition de Paul Costermans) qui, géographiquement mieux situé – près de la rivière Inkisi et avec gare ferroviaire et route allant à Popokabaka - deviendra le centre stratégique de la mission du Kwango. De ce centre, il entreprend l'évangélisation des villages de la région, dont les habitants le reconnaissent comme «l'homme blanc du bon Dieu». Son prestige est grand.
En septembre 1895 Van Hencxthoven fait un voyage en Belgique pour y recruter de nouveaux volontaires, recueillir de l’aide matérielle et faire rapport sur le développement de la Mission. Il y est reçu en audience par le roi Léopold II. En janvier 1896 il est déjà rentré à Kisantu. 

### La mission du Kwango
En juin de la même année il confie la mission de Ndembo au père René Butaye et se rend à Lemba pour y initier une nouvelle méthode d’évangélisation, celle que l’on appelle des ‘fermes-chapelles’ (centres missionnaires confiés à des catéchistes où l’enseignement et la formation agricole se fait de pair avec la catéchèse) En un an il ouvre une quinzaine de ces fermes-chapelles et, en 1902, la mission comptera pas moins de 250 postes missionnaires de ce type. 
En 1898 il encourage le frère Justin Gillet à l’assainissement de certaines zones humides près de Kisantu qui deviendront un célèbre jardin horticole expérimental, connu aujourd’hui sous le nom de Jardin botanique de Kisantu.   
En 1900 il envoie le père Julien Vermeulen fonde le centre de Sanda et charge le père Auguste Van Houtte de construire des routes praticables qui relieraient l’ensemble des postes missionnaires de la région! Infatigable, en 1901, il confie au frère Antoine Molitor l’installation de presses à imprimer, dont les pièces détachées viennent d’arriver de Belgique. 
Le 4 juillet 1902, Van Hencxthoven passe la main, comme supérieur de la Mission du Kwango au père Julien Banckaert. Lui-même prend résidence à la mission de Wombali où il retrouve le père Stanislas De Vos et le frère Frans de Sadeleer auxquels il avait donné la responsabilité d’explorer la région. Wombali est son dernier poste. Van Hencxthoven n’a que 50 ans mais il est déjà usé. Néanmoins on lui donne l’usage d’un petit bateau à vapeur qui lui permet de visiter les postes missionnaires le long du 
Kwango et de ses affluents. 
A part une brève visite à Kisantu en janvier 1906, où il est reçu triomphalement par une population reconnaissante pour ce qu’il fit pour la région, il passe ses dernières années à Wombali (Bandundu) où il meurt le 6 avril 1906.

## Méthode missionnaire
Dès son arrivée dans la région Van Hencxthoven met au point, avec un sens méthodique et pratique, un plan d'action clairement défini, combinant évangélisation, développement agricole et éducation. Les six postes de mission établis par lui seraient reliés les uns aux autres par les fermes-chapelles intermédiaires. Wombali est le quartier général des opérations. L'idée était que les activités rayonneraient vers les rivières Kasai, Kwilu, Wamba et Kwango. Tous ses successeurs reconnurent que les fondations ouvertes après son décès consistaient en de simples prolongements de son plan original. Au cours de sa vie, certains pensaient qu'il allait trop vite, mais un siècle plus tard sa largeur de vue missionnaire, dans son aspect de développement humain intégral et de progrès systématique, est reconnue par tous. 
Bon connaisseur de la langue, des coutumes locales et de l'organisation sociale, il était aimé de tous : il avait reçu le titre familier de "Tata u kisina" (‘Père des débuts’). Sa prédication était adaptée aux auditoires les plus humbles. Comme supérieur il encourageait les talents de chacun, respectait les initiatives personnelles et coordonnait les efforts en vue d’un développement harmonieux. 
Son initiative originale des fermes-chapelles eut un grand succès: à sa mort, en 1906, elles étaient au nombre de 250. Cependant leurs méthodes pédagogiques, furent vivement critiquées par une commission d’enquête (non officielle), comme par certains confrères jésuites. L’affaire qui avait des relents antireligieux, fit du bruit et fut même discutée au parlement belge. Les fermes-chapelles furent supprimées par décision gouvernementale peu après la mort du père Van Hencxthoven. 